# 梅杜薩峰
27°7′40.08″S 068°29′05.99″W / 27.1278000°S 68.4849972°W
梅杜薩峰是南美洲的山峰，位於阿根廷和智利接壤的邊境，屬於安第斯山脈中阿塔卡馬高原的一部分，海拔高度6,130米，人類在1986年1月22日首次登頂。